# Takeo Ischi

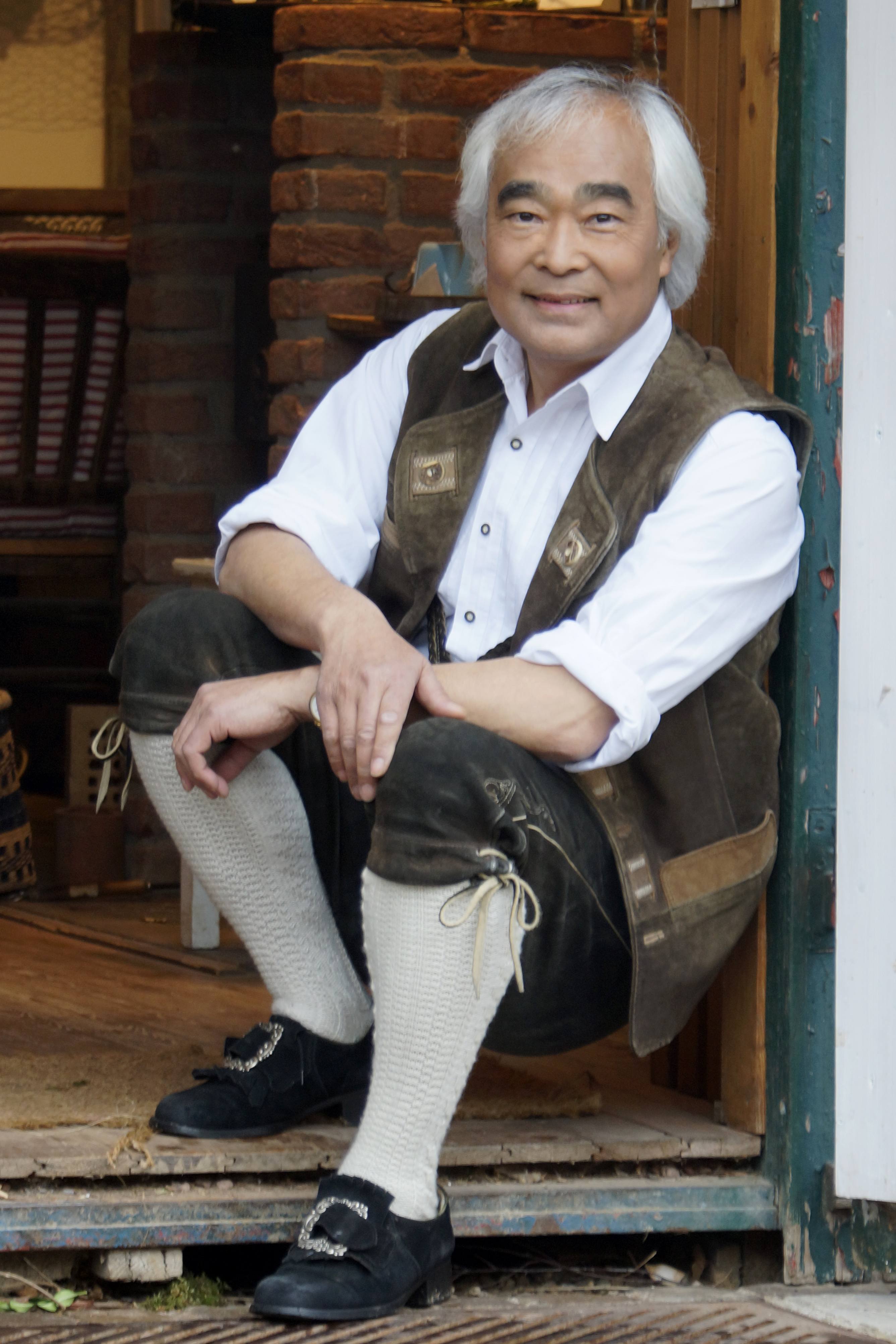
Takeo Ischi 2012

Takeo Ischi (jap. 石井健雄, Ishii Takeo, * 3. März 1947 in Tokio, Japan) ist ein japanischer Sänger und Jodler, der in Deutschland lebt.

## Leben
Takeo Ischi wuchs in Tokio auf und studierte nach der Schule Maschinenbau, da er einmal den Betrieb seines Vaters übernehmen sollte. In seiner Freizeit war er von Zither und Hackbrett begeistert, so dass er sich in Tokio das Spielen dieser Instrumente beibrachte. Mit Schallplatten des Jodlers Franzl Lang erlernte er als Autodidakt das Jodeln, sodass er bald einen Auftritt im japanischen Fernsehen bekam. Dann ging er nach Europa und sang in der Schweiz in einem Touristenlokal nahe Zürich vor, wo er sofort engagiert wurde. Dann sang er selbst bei seinem Idol Franzl Lang vor, der ihn unter seine Fittiche nahm und in die Sendung „Früh übt sich“ mit Maria Hellwig brachte. Danach wurde er im deutschsprachigen Raum als „jodelnder Japaner“ bekannt. Er bekam zahlreiche Auftritte in Rundfunk und Fernsehen und war mit Kollegen der volkstümlichen Musik unterwegs. In Maria Hellwigs „Kuhstall“ in Reit im Winkl wurde er Dauergast. Takeo war der erste Volksmusikkünstler, der zu seiner Musik ein Video drehen ließ. In diesem bedient er während des Jodelns eine Supermarktkasse, winkt auf einem Wochenmarkt mit Pfannen und Klobürsten und wirft Spülbürsten in die Menge.
Er war Markenbotschafter von Müller Milch und das Gesicht im ZDF für die olympischen Winterspiele in Nagano 1998. Für seine Jodelkunst erhielt er die Hermann-Löns-Medaille.
Nachdem es zeitweise etwas ruhiger um Ischi geworden war, konnte er durch einen Auftritt bei Stefan Raabs Sendung TV total auch Bekanntheit unter dem jüngeren Publikum gewinnen. Neue und vor allem internationale Bekanntheit verschafften ihm in den letzten Jahren auch die Veröffentlichung seiner Musikvideos bei YouTube, deren Klickzahlen teilweise im zweistelligen Millionenbereich liegen. Von Juli 2017 bis Februar 2018 trat er im Programm Sayonara Tokyo im  Wintergarten Berlin auf. Neben seinem Jodeln ist er auch in Japan als Sänger tätig, überwiegend in englischer und japanischer Sprache. Dabei besingt er größtenteils humoristische Themen.
2024 trat er als Gast in der fünften Staffel von LOL: Last One Laughing auf.
Takeo Ischi traf seine spätere Frau 1981 und heiratete sie 1985. Aktuell lebt er mit seiner Frau und seinen vier Söhnen in Reit im Winkl.

## Kooperationen
Youtube eröffnete für den Berufsjodler neue Perspektiven. So fasst er in der Autobiografie seine Lebensaufgabe zusammen: "Um was sollte es nochmal in meinem Leben gehen? Um nicht weniger als um die Rettung des Jodelns. Dank YouTube erfülle ich meine Mission, junge Menschen neu fürs Jodeln zu begeistern." Mit den Gregory Brothers veröffentlicht er in regelmäßigen Abständen humoristische Musikvideos, in denen er als Jodler Kontrolle über die Tierwelt erlangt. Kultstatus erreichte der Song Chicken Attack, in dem er ein Huhn in einen Ninja verwandelt und damit Verbrecher vertreibt. Der Anime zum Song Cow Attack führte dazu, dass Cosplayer sich als Takeo Ischi kostümieren.

## Erfolgstitel
- Appenzeller
- Der Liebes-Jodler
- Der Küsten-Jodler
- New Bibi-Hendl
- Zwei Spuren im Schnee
- Der Import-Hit aus Japan
- Bockwurst, Bier und Blasmusik
- Wer hat nur Dir das Jodeln beigebracht
- Mei Bibihenderl
- Ich wünsch mir eine Jodlerbraut
- Klarinetten-Muckl-Jodler
- Auf'm Tanzboden bei der Wirtin zum Stern
- Wenn ich verliebt bin, muss ich jodeln
- Suki Yaki
- Japaner Jodler
- Chicken Attack
- Chicken Pig Attack
- Rat Attack - The Yodel of Justice
- Cow Attack - Never Underestimate A Cow

## Diskografie (Auswahl)
- Der Jodel-Casanova
- Der Import-Hit aus Japan (Rubin Records 170-142)

## Belege
1. ↑  mdr.de: Jodelnder Japaner erobert YouTube | MDR.DE. Abgerufen am 31. März 2019.
2. ↑  ドイツでヨーデル歌手として活躍する日本人～アルプス山脈の麓で～ (japanisch). Abgerufen am 21. Dezember 2013.
3. ↑  Takeo Ischi: Der jodelnde Japaner. Autobiografie. Molino Verlag, Schwäbisch Hall / Sindelfingen 2024, ISBN 978-3-948696-64-1, S. 107.
4. ↑  22 Millionen Klicks!: Spießiger Japaner jodelt sich zum Weltstar. 27. Juli 2017, abgerufen am 30. April 2024.

| Personendaten    | Personendaten                 |
| ---------------- | ----------------------------- |
| NAME             | Ischi, Takeo                  |
| ALTERNATIVNAMEN  | 石井健雄 (japanisch)          |
| KURZBESCHREIBUNG | japanischer Sänger und Jodler |
| GEBURTSDATUM     | 3. März 1947                  |
| GEBURTSORT       | Tokio, Japan                  |